# Porto Moniz
Porto Moniz [ˈpoɾtu muˈniʃ] ist eine Ortschaft im Nordwesten der Insel Madeira, benannt nach dem portugiesischen Adligen Francisco Moniz. Er stammte aus der Algarve und hatte sich 1533 hier angesiedelt.
Erwerbszweige in Porto Moniz waren früher Walfang und Fischerei, heute sind es Weinbau und Tourismus.
Der Ort hat einen Hafen, einen Hubschrauberlandeplatz, eine moderne Uferpromenade und ist bekannt für die natürlich entstandenen Badebassins im Vulkangestein. Schutz vor der Brandung bietet die vorgelagerte kleine Felsinsel Ilhéu Mole, auf der sich der Leuchtturm Farol do Porto Moniz befindet.

## Kreis Porto Moniz
Der Kreis Porto Moniz ist in vier Gemeinden (Freguesias) aufgeteilt:

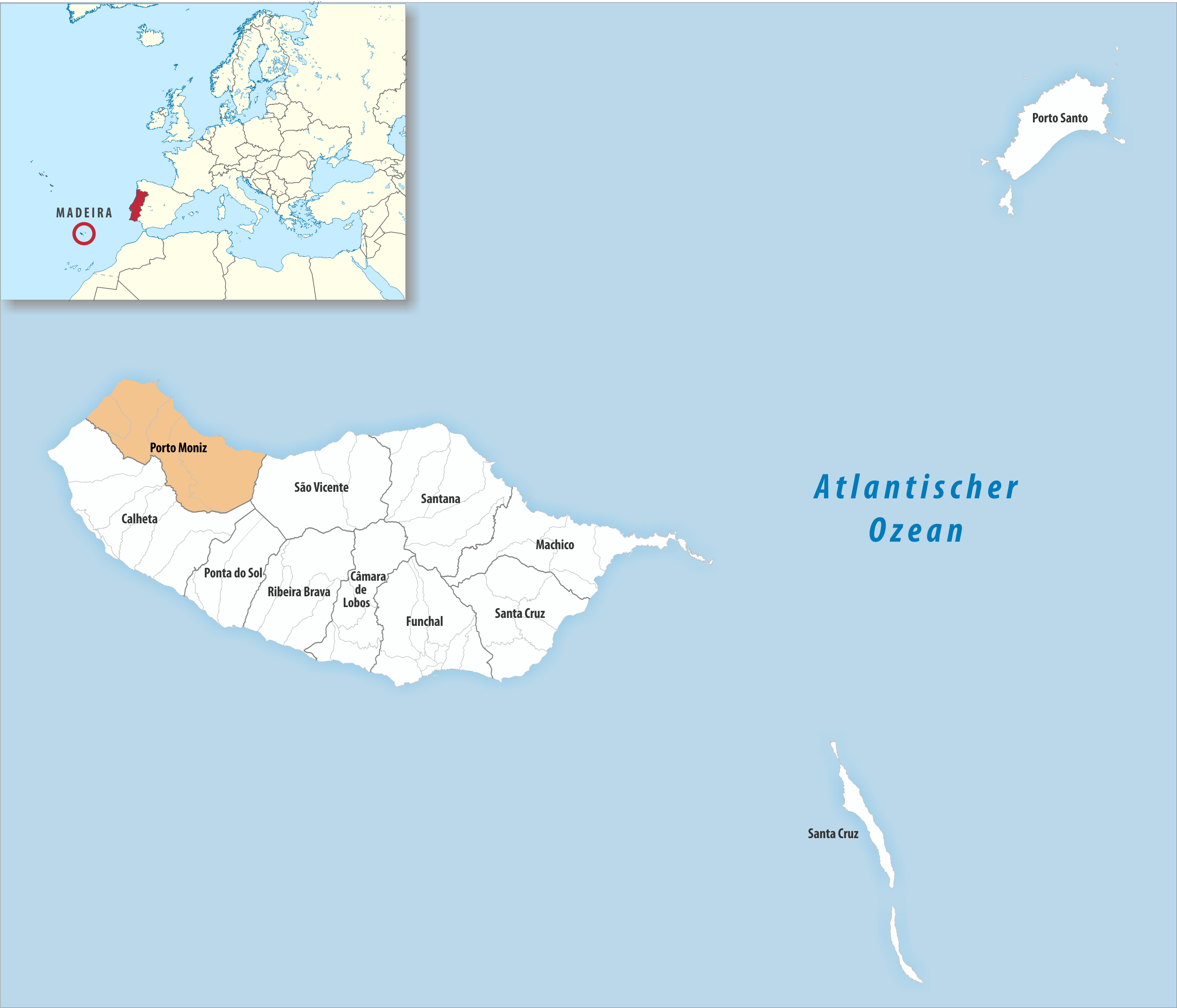
Kreis Porto Moniz

| Gemeinde          | Einwohner (2021) | Fläche km² | Dichte Einw./km² | LAU- Code |
| ----------------- | ---------------- | ---------- | ---------------- | --------- |
| Achadas da Cruz   | 121              | 7,88       | 15               | 310601    |
| Porto Moniz       | 1.584            | 20,20      | 78               | 310602    |
| Ribeira da Janela | 200              | 18,48      | 11               | 310603    |
| Seixal            | 612              | 36,37      | 17               | 310604    |
| Kreis Porto Moniz | 2.517            | 82,93      | 30               | 3106      |

|         | Atlantischer Ozean                          |             |
|         | Kompassrose, die auf Nachbargemeinden zeigt | São Vicente |
| Calheta | Ponta do Sol                                |             |

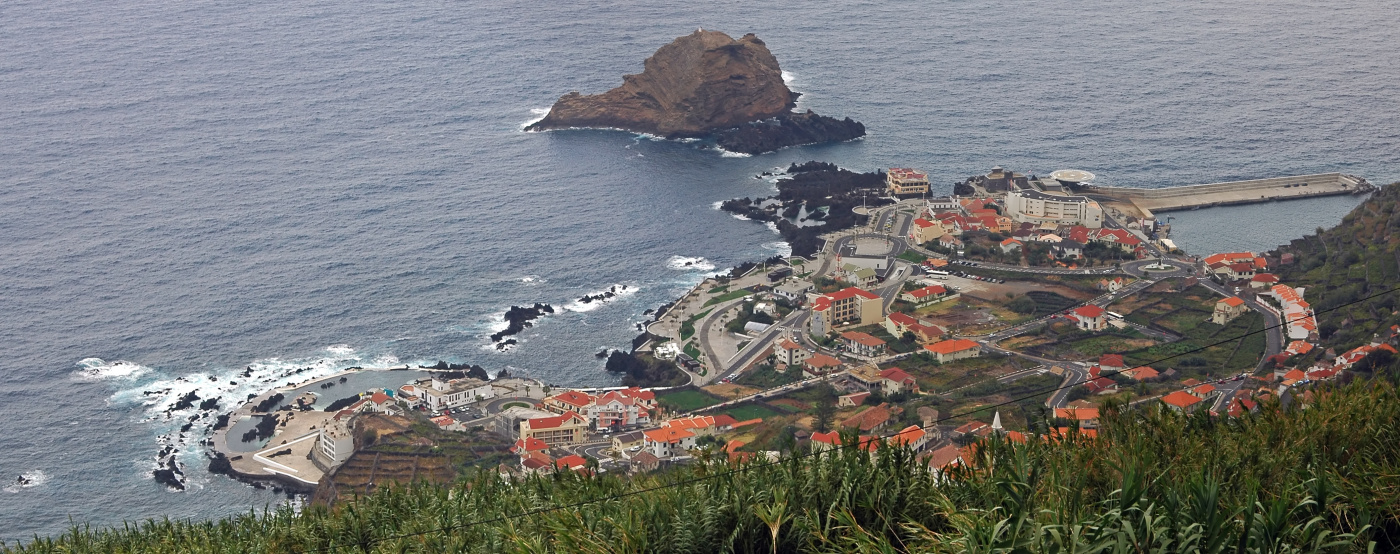
Blick auf Porto Moniz
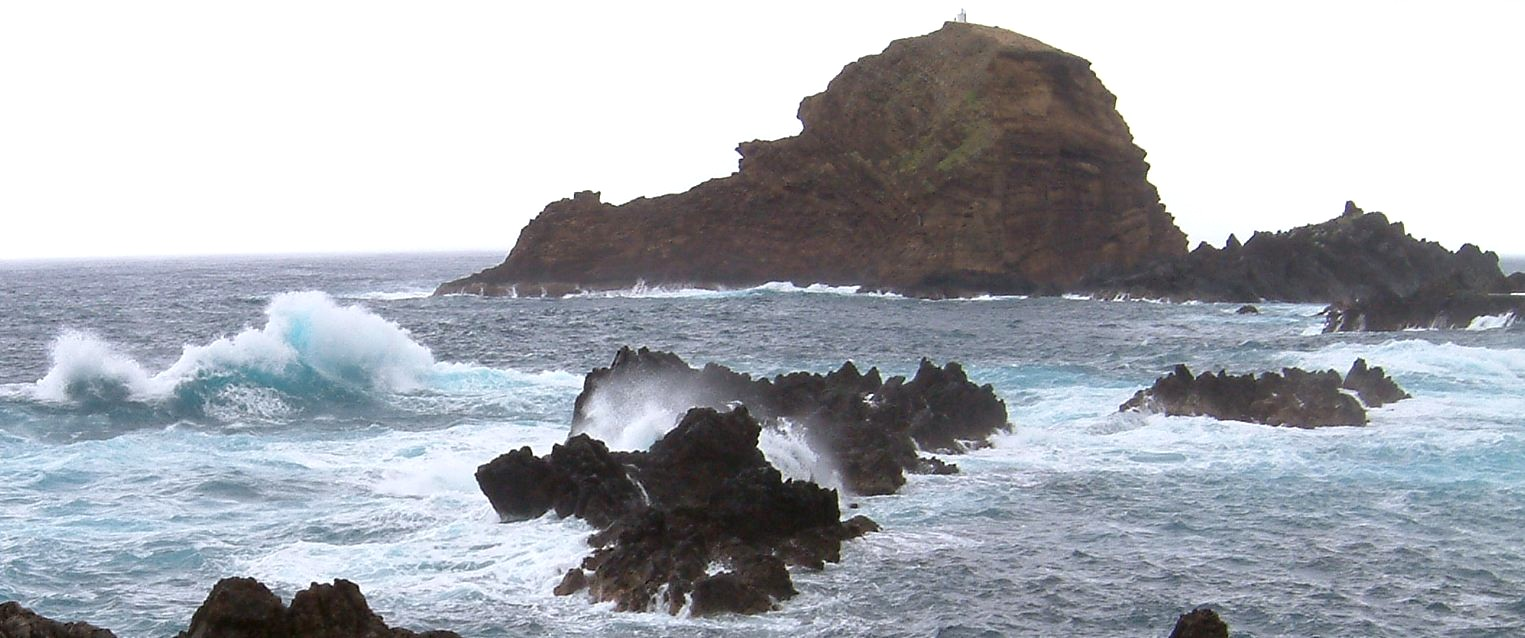
Felsinsel Ilhéu Mole

## Sehenswürdigkeiten

### Forte São João Baptista / Aquário da Madeira

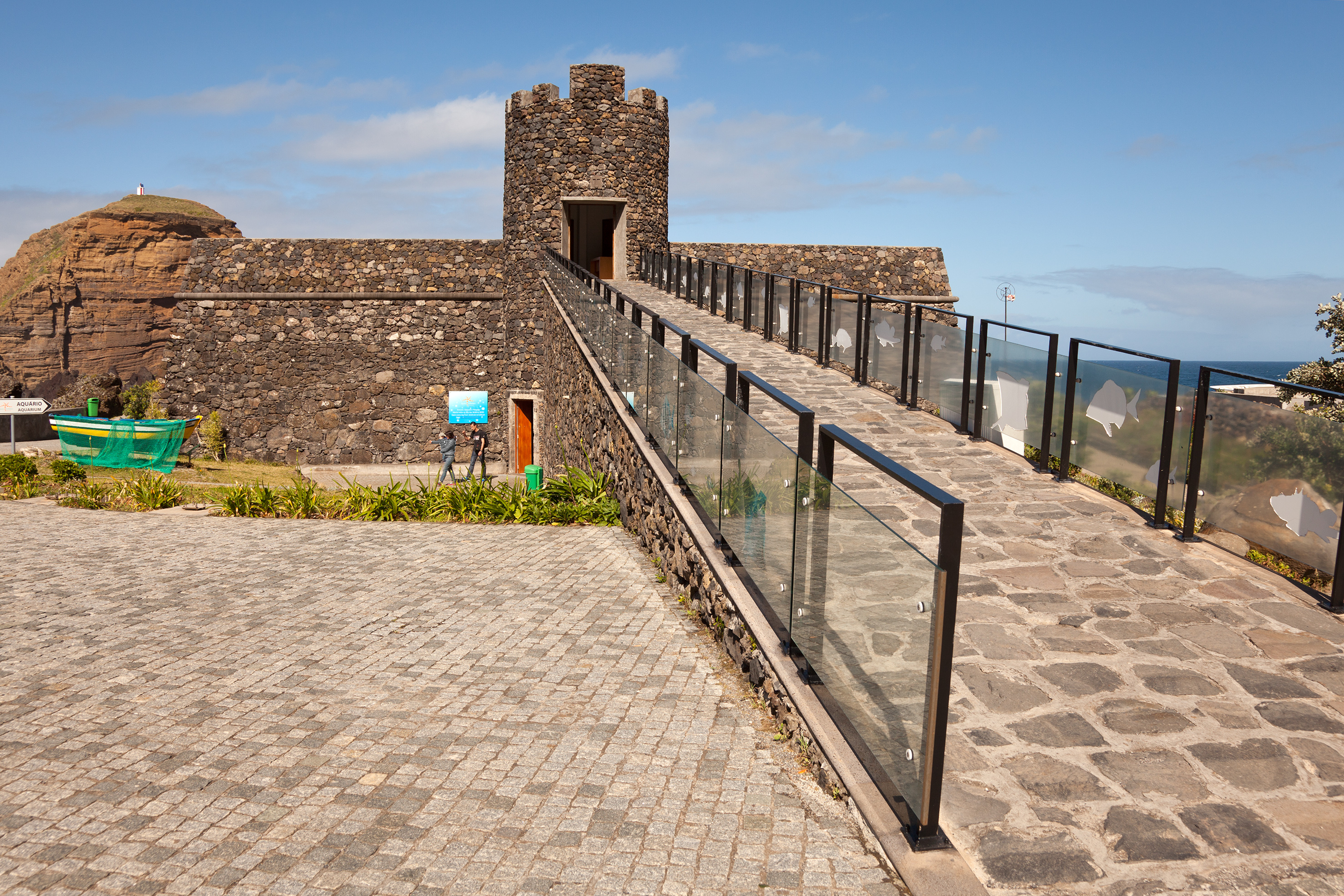
Aquário da Madeira im Forte São João Baptista

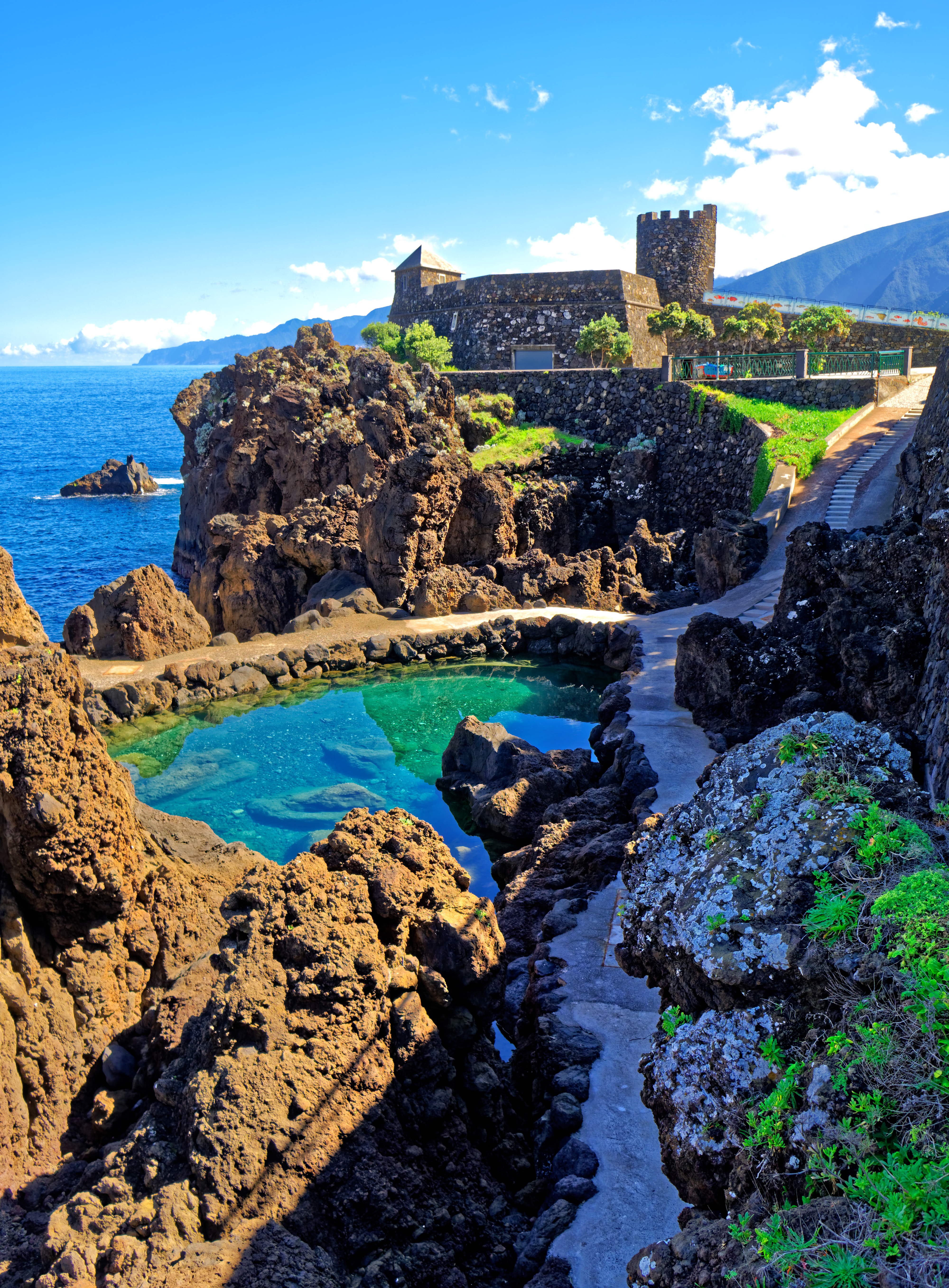
Naturschwimmbecken vor dem Aquarium in der ehemaligen Festung.

In der aus dem 18. Jahrhundert stammenden, direkt an der Küste gelegenen und teilweise wieder aufgebauten kleinen Festung Forte São João Baptista befindet sich das 2005 eingeweihte Aquário da Madeira. Es ist der Meereswelt rund um Madeira gewidmet.

### Igreja Matriz
Aus dem 17. Jahrhundert stammt die Kirche igreja Matriz. Sie beeindruckt durch ihren hochbarocken Baustil.

### Santa Maria Madalena do Mar
Die im Jahr 1471 erbaute Kirche Santa Maria Madalena do Mar zählt zu den ältesten Kirchen Madeiras.

### Ciência Viva
Das Ciência Viva ist eines der vielen weltweiten Science Centren und ist aufgrund seiner interaktiven Ausstellungen einen Besuch wert.

### Piscina Naturais
Direkt am Ortszentrum kann man in geschützte Schwimmbecken aus erstarrter Vulkanmasse steigen.

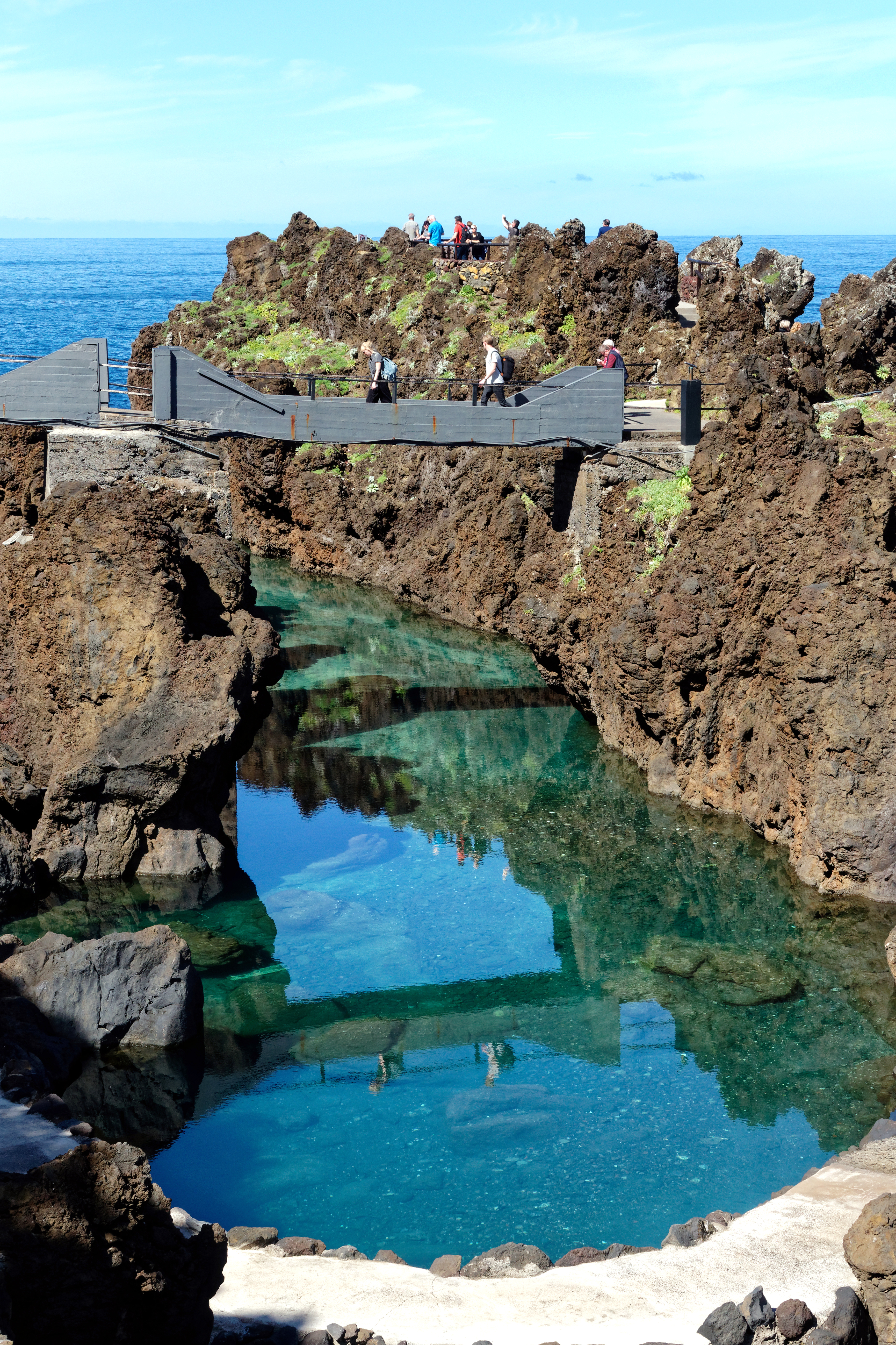
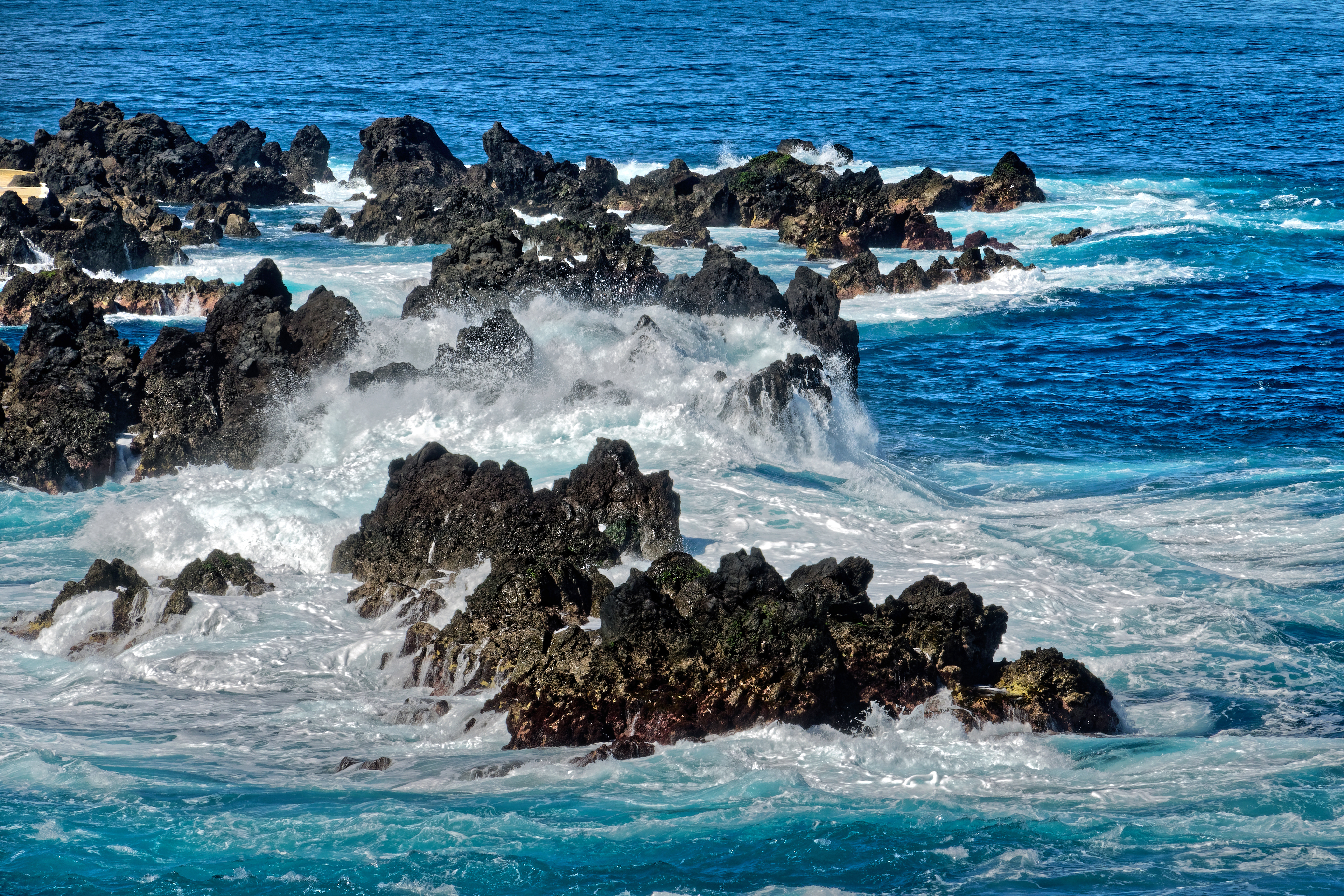
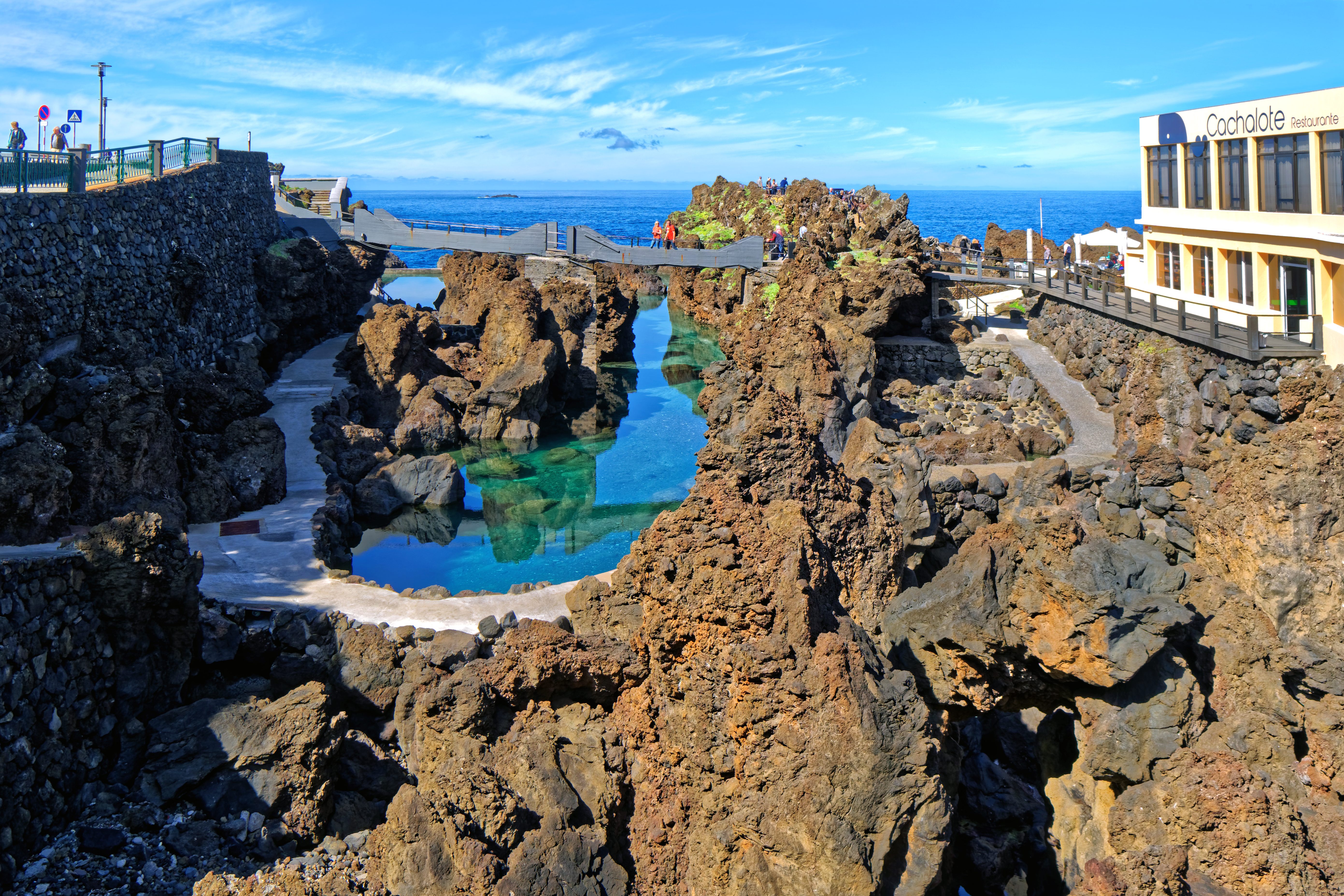
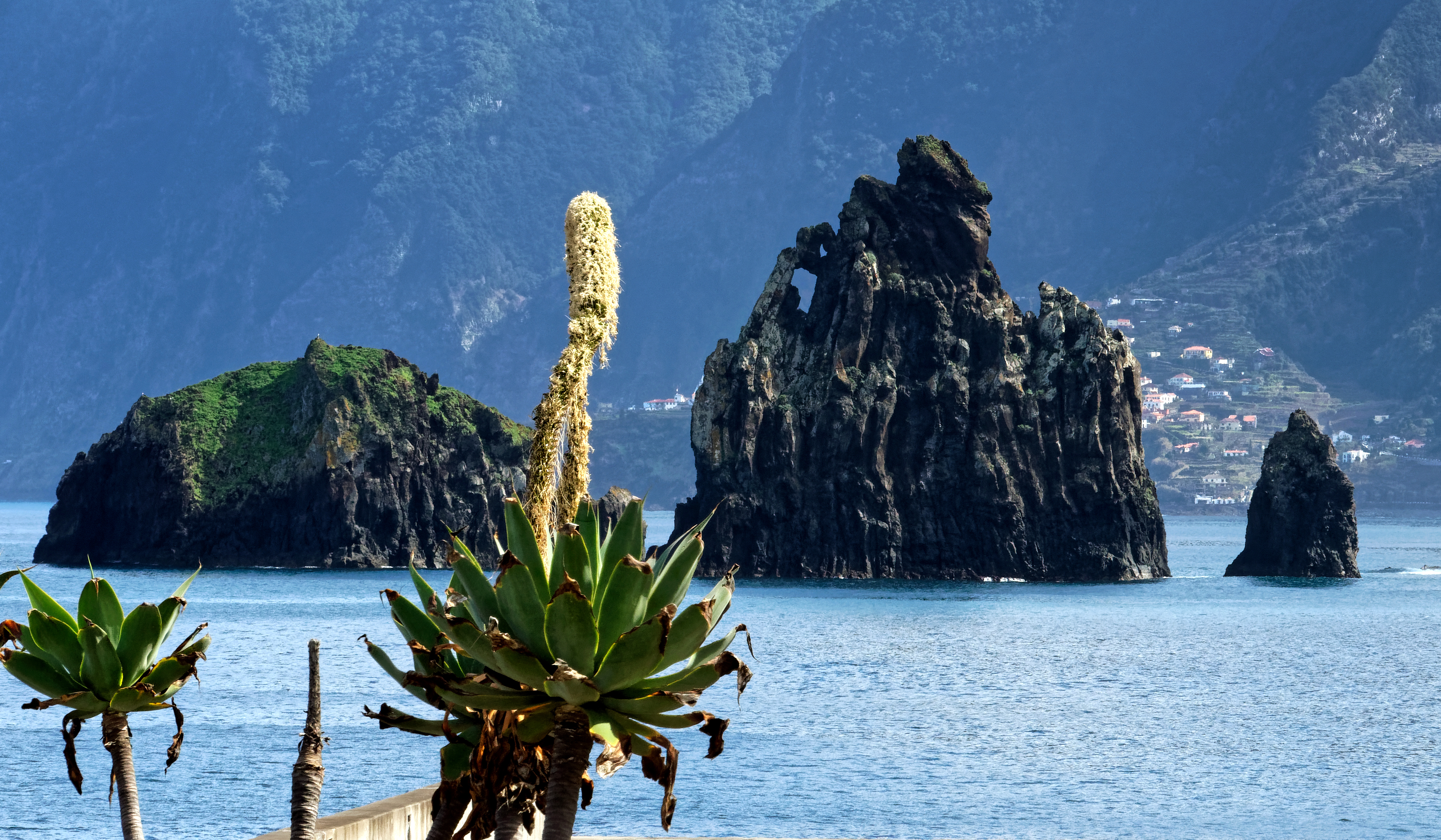
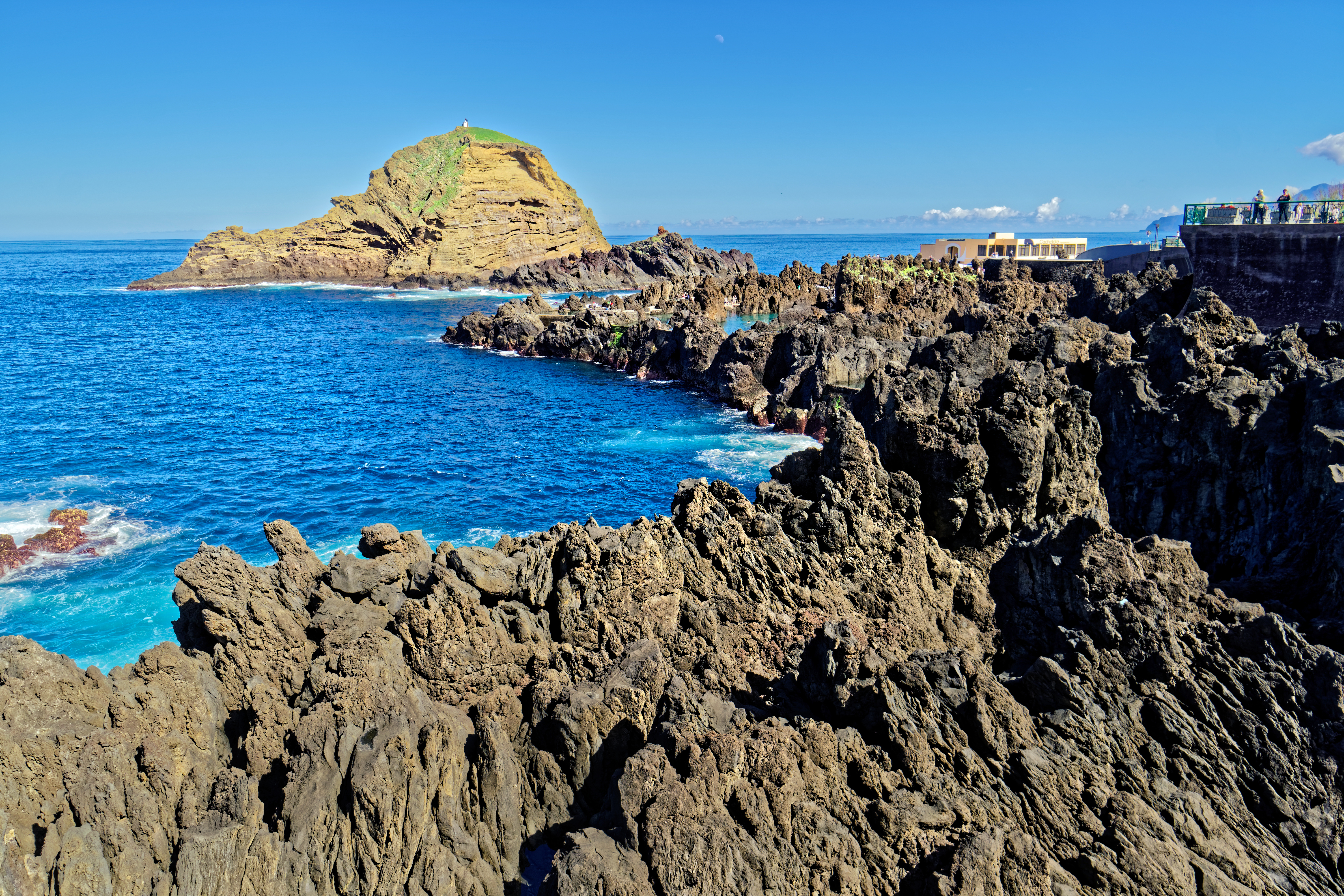
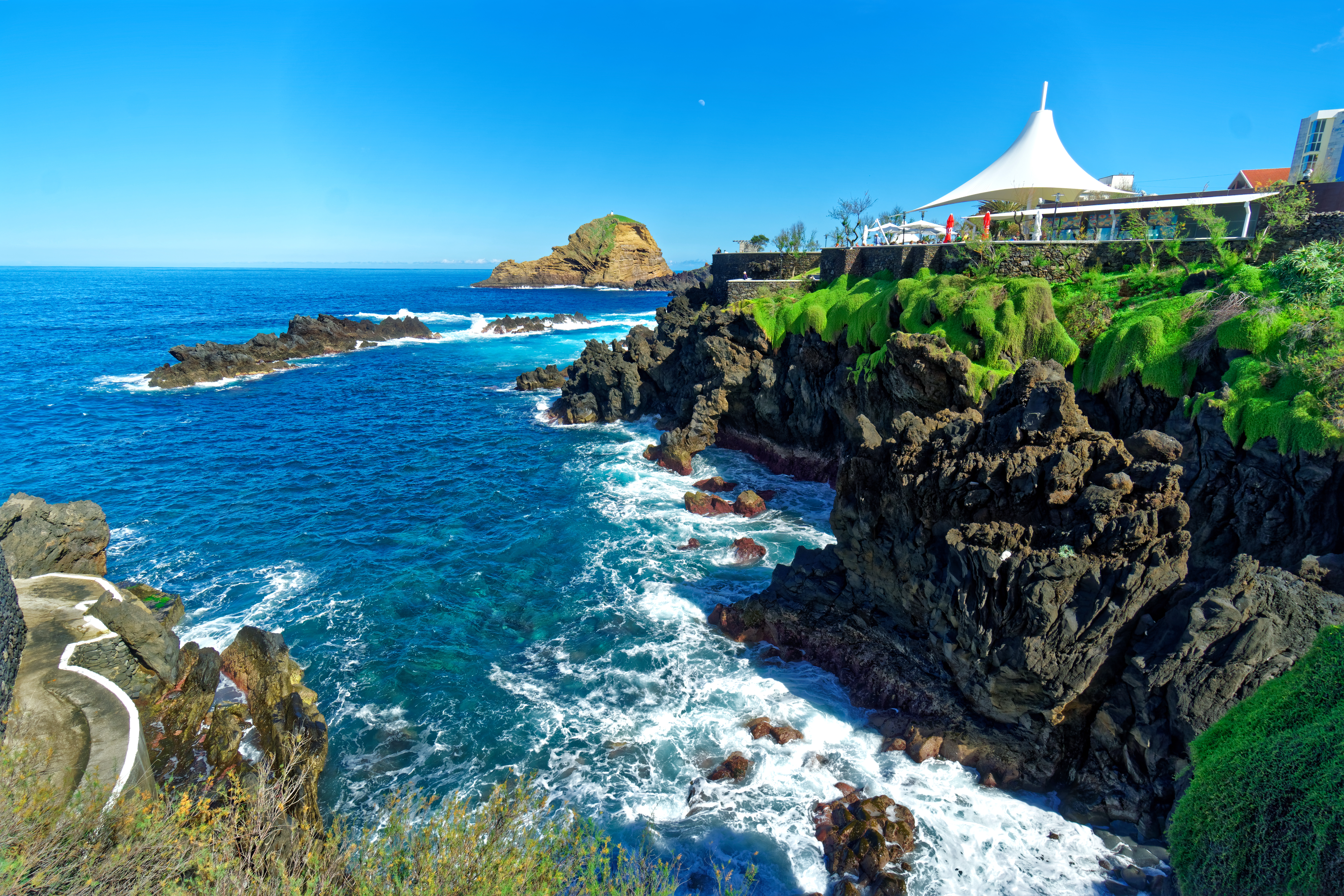
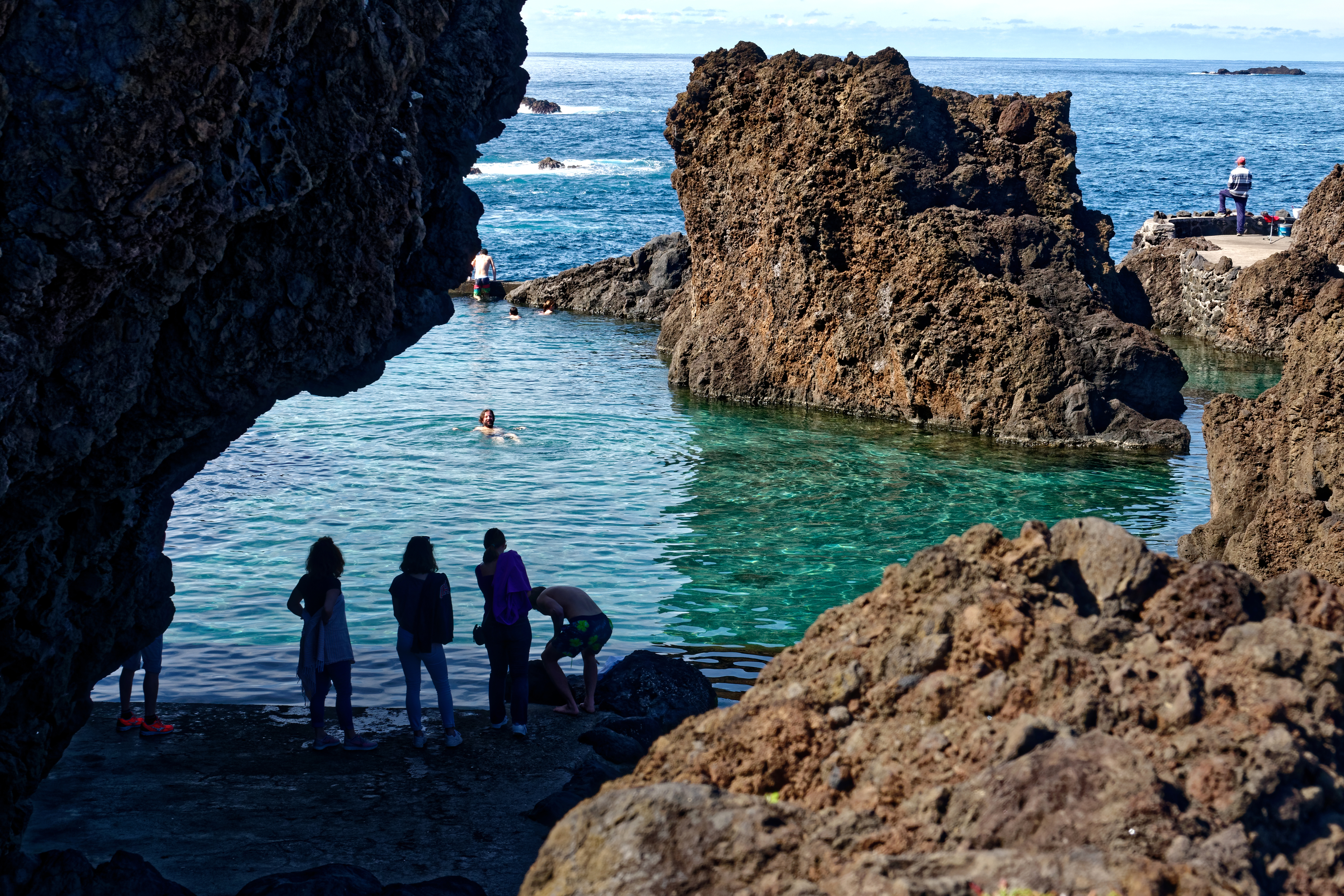
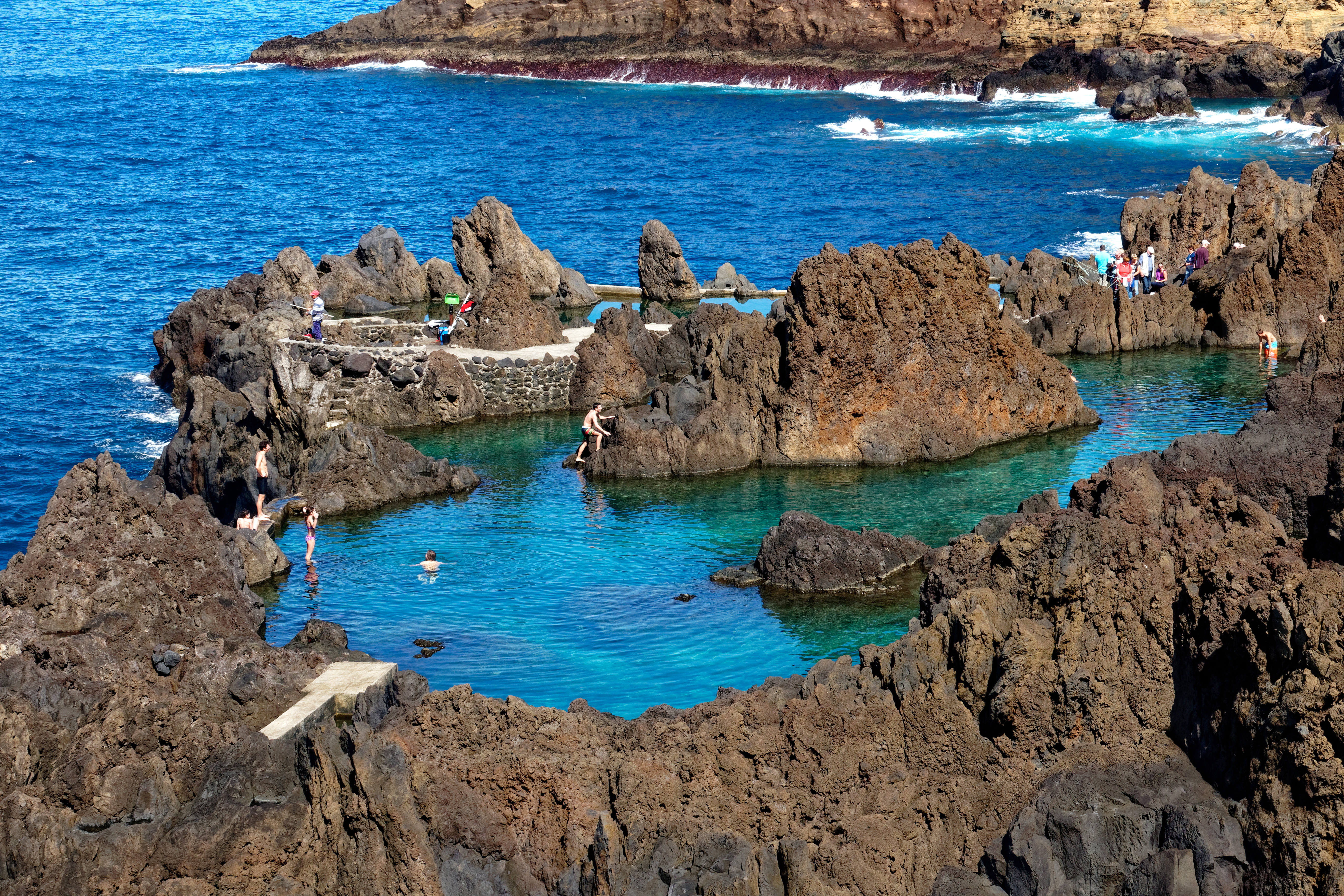
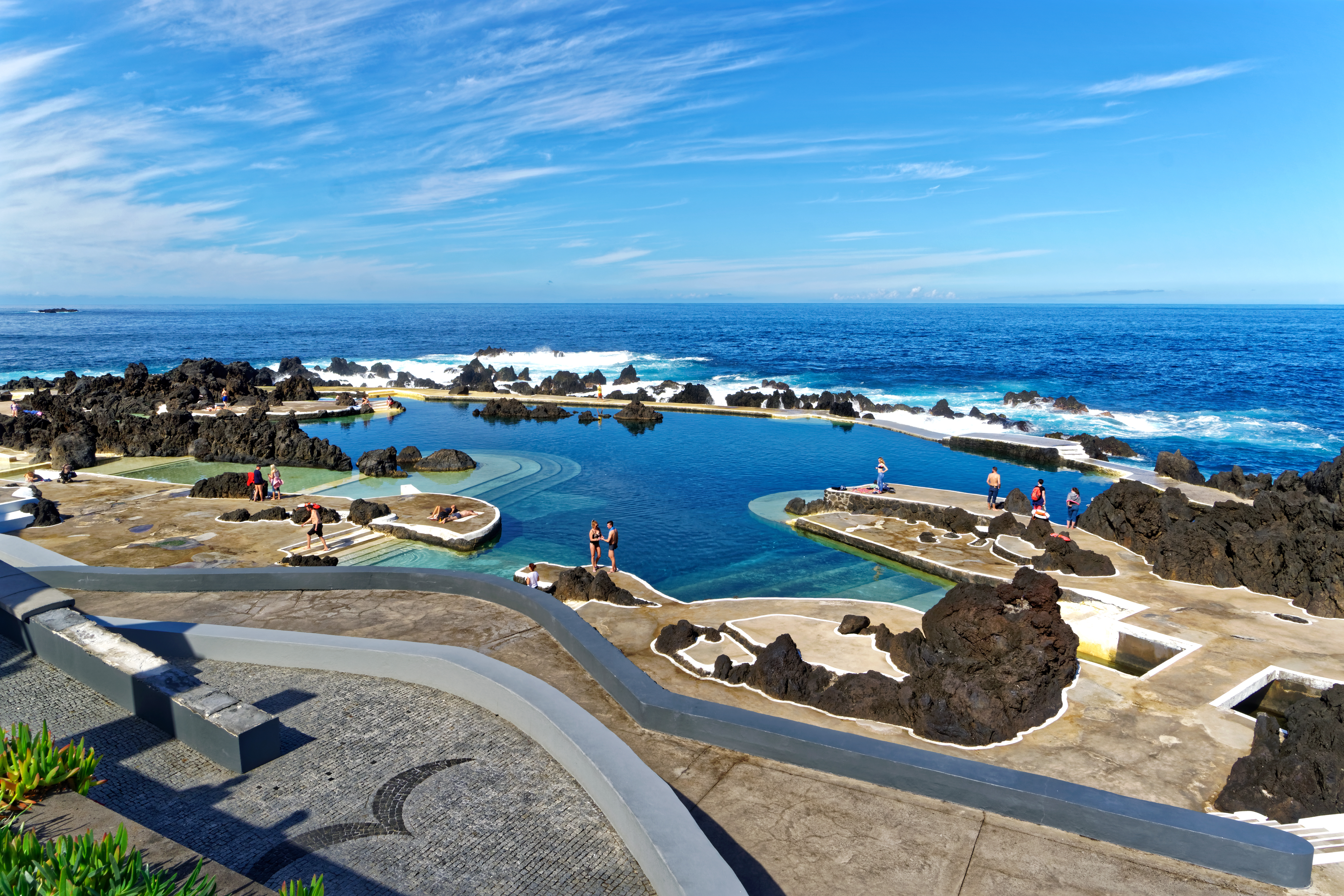